# 토머스 밴초프
토머스 프랜시스 밴초프(영어: Thomas Francis Banchoff, 1964~)는 미국의 수학자로, 주로 미분기하학을 연구한다.

## 생애
노터데임 대학교를 졸업하여 1964년 UC 버클리에서 천싱선의 지도로 박사 학위를 받았다. 하버드 대학교와 암스테르담 대학교에 출강했고, 1967년부터 브라운 대학교의 교수를 하고 있다.
살바도르 달리와 친분이 있다. 1975년 달리가 과학자로서 밴초프를 초대한 이후로 1985년까지 열몇차례 서로 만났다. 달리는 4차원 공간에 대해 관심이 있었고 밴초프가 종이로 된 초입방체의 전개도를 보여줬을 때, 달리는 그것을 가져가서 자신의 박물관에 뒀다.